# Palaeorhiza combinata
Palaeorhiza combinata là một loài Hymenoptera trong họ Colletidae. Loài này được Hirashima mô tả khoa học năm 1978.